# Nymphon ortmanni
Nymphon ortmanni is een zeespin uit de familie Nymphonidae. De soort behoort tot het geslacht Nymphon. Nymphon ortmanni werd in 1938 voor het eerst wetenschappelijk beschreven door Helfer. 